# Ninhidrină
Ninhidrina (2,2-dihidroxiindan-1,3-diona) este un compus organic cu formula chimică C9H6O4. Principala sa utilizare este la identificarea amoniacului, aminelor primare și secundare și a aminoacizilor, cu care formează o colorație mov-violet. Este utilizată și pentru detectarea amprentelor, reacționând cu grupele amino din resturile lizină ce aparțin peptidelor și proteinelor care sunt lăsate odată cu amprentele. Compusul în sine este un solid alb solubil în etanol și acetonă.

## Istoric
Ninhidrina a fost descoperită în anul 1910 de către chimistul german-englez Siegfried Ruhemann (1859–1943). În același an, Ruhemann a observat reacția ce are loc dintre ninhidrină și aminoacizi. În anul 1954, anchetatorii suedezi Oden și von Hofsten au propus utilizarea ninhidrinei pentru dezvoltarea unui sistem de detecție a amprentelor.

## Proprietăți

Structura 1,2,3-indantrionei

Ninhidrina este un produs de hidratare al 1,2,3-indantrionei. Ea este utilizată pentru a identifica aminoacizii din proteine, reacționând cu majoritatea acestora (cu excepția prolinei, printre altele). 

### Reacția ninhidrinei
Fiecare atom de carbon implicat în grupa carbonilică prezintă o sarcină parțială pozitivă, care este ridicată de grupele atrăgătoare de electroni (grupele carbonil), fiind deci puternic electrofil. De aceea, indan-1,2,3-triona reacționează foarte ușor cu nucleofilii, precum este apa. Datorită acestui lucru, produsul de hidratare al trionei, adică ninhidrina, este mult mai stabilă decât aceasta, datorită efectului de destabilizare al grupelor carbonilice centrale.
Reacția ninhidrinei are loc în reacția cu alfa-aminoacizii. În prima etapă, ninhidrina se deshidratează reformând indan-1,2,3-triona, și aceasta reacționează cu aminoacizii, formând o bază Schiff. Suferind o reacție de decarboxilare, intermediarul eliberează dioxid de carbon gazos. În final, în mediul apos, restul legat (notat cu R) se rupe de la intermediarul iminic, formând o aldehidă și o dicetohidrindamină. Această dicetonă se condensează cu o moleculă de ninhidrină, formând derivatul cromofor dimer iminic, cunoscut adesea sub numele de purpura Ruhemann, 2-(1,3-dioxoindan-2-il)iminoindan-1,3-diona: